# Бої за Одесу (січень 1918)
Бої за Одесу — бої, що відбувалися із 26 до 31 січня 1918 року в місті Одеса в ході війни між Українською Народною Республікою та Радянською Росією взимку 1917—1918 рр. В результаті боїв між військами УНР та військами Радянської Росії і більшовиків, місто опинилося під контролем останніх.

## Передумови
22 січня 1918 р. в Києві був проголошений IV Універсал Центральної Ради, згідно якого Українська Народна Республіка ставала «самостійною, ні від кого незалежною, вільною суверенною державою українського народу». Повне відокремлення УНР від гіпотетичної Російської республіки схвилювало багатьох одеситів. Генерали, офіцери та юнкери Одеського воєнного округу, дізнавшись про повне «відділення» УНР, відмовлялися служити у військах нової держави. Симпатії більшості жителів Одеси були не на боці Центральної Ради. Одесити побоювалися не стільки українізації, скільки посилення економічного хаосу.
Більшовицький «Комітет 15-ти» поставив своїм завданням негайне захоплення влади в місті. На боці української влади залишалися 1-й і 2-й гайдамацькі курені (1200—1300 багнетів), 3-й гайдамацький кінний курінь, послаблений відправленням кількох підрозділів до Миколаєва, та інші загони — 300 багнетів. Серед захисників УНР був загін одеських гімназистів і студентів «Одеська Січ» та українська студентська сотня. Одним із керівників цих загонів був одесит Юрій Липа — майбутній відомий український письменник і політолог. Станом на 26 січня влада УНР в Одесі могла розраховувати тільки на 1800—2000 багнетів, командування якими належало полковникові М. Мазуренку.

## Перебіг боїв
Ввечері 26 січня більшовики підняли повстання в Одесі. У першу ж ніч (до 4 години ранку 27 січня) їм, за заздалегідь підготованим планом, вдалося легко захопити стратегічні об'єкти: телеграф, телефон, пошту, банк, скарбницю. У перестрілці біля скарбівні було поранено двох червоногвардійців. Червоний загін унтер-офіцера В. Бабанського оточив штаб округу. Загін П. Мизикевича захопив вокзал, кулеметники прапорщика Курганова захопили окружний арсенал.
На боці більшовиків виступило близько тисячі червоногвардійців, 500 лівих есерів і анархістів, загони єврейської самооборони Мішки Япончика і Яшки Блюмкіна, дружина моряків в 100 бійців, «залізний загін» у 120 бійців, загін інтернаціоналістів із полонених солдатів австро-угорської армії Олеко Дундича, близько тисячі матросів із броненосців «Синоп», «Ростислав», крейсера «Алмаз», до 500 осіб збільшовичених солдатів 49-го полку і Охтирського кулеметного полку. Всього — до 3,5 тисяч багнетів при двох гарматах.
27 січня командування одеських гайдамацьких частин УНР оголосило ультиматум більшовицькому ревкому Одеси: звільнити штаб округу, вокзал та інші об'єкти, запропонувавши передати владу коаліційному міському управлінню за участі представників Центральної Ради.
В ніч на 28 січня загони гайдамаків відбили у більшовиків штаб округу. Вранці почався загальний наступ частин УНР із району Великого Фонтану на центр міста і вокзал, які перебували в руках більшовиків. О 6 годині ранку гайдамаки захопили вокзал, перетворивши його на свій головний опорний пункт. У відповідь більшовики повели наступ по вулицях Малої і Великої Арнаутської, намагаючись затиснути гайдамаків в Олександрівському парку. Запеклі бої розгорілися на всіх центральних вулицях міста — Канатній, Пушкінській, Рішельєвській, Європейській, Преображенській, на Олександрівському проспекті. О 14 годині загони гайдамаків наблизились до Дерибасівської, Миколаївського бульвару та Воронцовського палацу. Більшовики зайняли оборону навколо штабу Червоної гвардії та Ревкому на Торговій. До кінця дня в руках більшовиків залишилися порт, Пересип, Слобідка, Молдаванка, Млини. Будівля тютюнової фабрики Попова, що знаходилась на Пушкінській вулиці, опинилася в тилу ворога і перетворилася в оточену фортецю. Більшовики намагалася за будь-яку ціну утримати фабрику, оскільки вона була зручним пунктом для обстрілу привокзального району. Встановивши на дахах фабрики і будівлі окружного суду кулемети, червоні обстрілювали Привокзальну площу.
Ввечері більшовики отримали допомогу в вигляді загонів революційних матросів з кораблів «Синоп», «Алмаз» і «Ростислав», бронепотяга «Заамурець» і зведеного батальйону колишньої 6-ї армії Румунського фронту під командуванням прапорщиків Г. Сафонова та І. Максимова — 500—600 бійців. Для використання в вуличних боях з військових суден були зняті гармати.
Увесь день 29 січня в місті йшли завзяті бої. 30 січня більшовицькі броненосці почали артобстріл позицій українських військ, а з тилу гайдамаків ударили свіжі фронтові частини. До 18-ї години центральну частину міста захопили більшовики, бої перемістилися в привокзальний район.
31 січня, о 06:00, більшовики активізували наступ та захопили вокзал, надалі оточили частину гайдамаків на чолі з командиром полковником Мазуренком в районі Олександрівського парку та відбили будівлю штабу округу. Останні бої відбулися біля тютюнової фабрики і вокзалу. О 13:00 бої в місті, несподівано — припинилися. З огляду на безперспективність продовження опору, лідери гайдамаків погодилися на виведення військ УНР із Одеси. На станції Роздільна залишки одеських частин УНР, що за договором покинули Одесу, були зупинені червоним загоном і роззброєні.

## Жертви
Урочисте поховання загиблих у боях відбулося на Куликовому полі 4 лютого. Спочатку було вирішено більшовиків і гайдамаків поховати окремо. На могилу перших мав був покладений вінок з написом «Жертвам соціальної революції», на могилу українців — вінок з написом «Жертвам омани, створеної контрреволюціонерами». Але через економію засобів і часу усі загиблі були поховані в одній братській могилі.
За підрахунками одеського історика, професора Т. Гончарука, втрати обох сторін конфлікту і мирних жителів Одеси склали від 120 до 180 осіб вбитими і до 350 пораненими. Революційні матроси втратили вбитими і пораненими 66 солдатів, червоногвардійці — 17 осіб, гайдамаки і офіцери — 77 осіб. Втрати цивільного населення склали тільки вбитими більше 70 осіб. Це пояснюється безжальним і часто не точним вогнем корабельних гармат по міських кварталах.